# Fortezza di Kaunas
La fortezza di Kaunas (in lituano Kauno tvirtovė, in russo Кοвенская крепость?, Kovenskaja krepost’) è un insieme di rovine di un complesso fortificato situato a Kaunas, in Lituania. Costruita e ammodernata tra il 1882 e il 1915 per proteggere i confini occidentali dell'Impero russo, venne classificata come struttura bellica di "prima classe" nel 1887. Durante la prima guerra mondiale, il complesso divenne la base operativa e difensiva più estesa dell'intero Stato, con ben 65 km² di superficie di estensione.
La fortezza subì un primo assalto nel 1915, quando la Germania attaccò l'Impero russo e resistette undici giorni prima di cadere in mano al nemico. Dopo la Grande Guerra, l'importanza militare della fortezza diminuì e al contempo molte delle apparecchiature e dei sistemi difensivi divennero sempre più obsoleti. Per questo motivo divenne poi sede di varie istituzioni civili e di un presidio.
Durante la seconda guerra mondiale, alcune sezioni del complesso della fortezza furono utilizzate dalla Germania nazista per la detenzione, l'interrogatorio e l'esecuzione di prigionieri. Furono circa 50.000 le vittime uccise nella struttura, di cui oltre 30.000 nell'ambito  dell'Olocausto. Alcune aree subirono ulteriori modifiche a seguito del conflitto globale, come per esempio nel caso del Nono forte, il quale ospita un museo e un memoriale dedicato alle vittime delle esecuzioni di massa in tempo di guerra. Il complesso resta l'esempio meglio conservato di una fortezza realizzata durante l'epoca imperiale russa.

## Storia

### Le origini
La città di Kaunas si trova alla confluenza di due fiumi, il Nemunas e il Neris, che collegano l'interno della Lituania e la sua capitale, Vilnius, al Mar Baltico. Già dal I secolo i Balti si erano insediati, scontrandosi tempo dopo con i Vichinghi e gli Slavi; l'Ordine teutonico iniziò a prendere di mira le terre lituane all'inizio del XIII secolo. Poiché la Lituania era molto boscosa e alcune regioni erano impraticabili, l'interno era talvolta accessibile esclusivamente dai fiumi quando congelavano e durante la breve stagione del raccolto secco alla fine dell'estate. Per ovviare a queste asperità, quando i tedeschi si insediarono decisero di costruire delle strutture difensive lungo il fiume Nemunas fino al XIV secolo, tra cui un castello di mattoni a Kaunas. La città viene menzionata per la prima volta in fonti scritte nel 1361 e adottò il diritto di Magdeburgo, ottenendo in questo modo l'autonomia e vantaggi commerciali da Vitoldo il Grande nel 1408. Un avamposto della Lega anseatica fu creato lì nel 1441. Alla fine del XVI secolo, Kaunas era diventato un importante centro commerciale nella Lituania, ma le epidemie, gli incendi e le guerre ne ridussero le capacità di crescita durante il XVII e il XVIII secolo. Dopo le spartizioni della Polonia avvenute alla fine del Settecento, la Lituania fu incorporata nell'Impero russo. Due importanti progetti del XIX secolo contribuirono al rilancio di Kaunas, ovvero il canale di Augustów, completato nel 1832 e che collegava il Nemunas al Mar Nero, e la linea ferroviaria ultimata nel 1862 che collegava San Pietroburgo, Varsavia e la Germania passando per l'insediamento. La scarsa presenza di collegamenti tranviari verso Occidente dalla Russia ne accrebbe ulteriormente il valore.

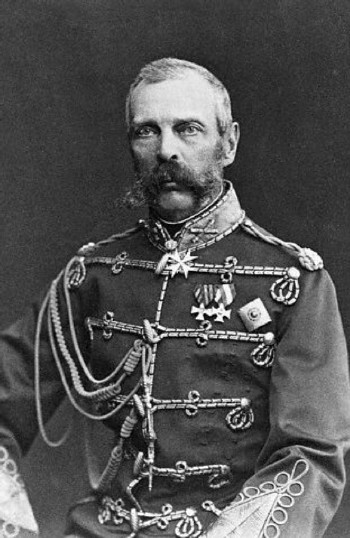
Alessandro II di Russia. Fu un suo editto del 1879 emesso ad ordinare l'avvio della costruzione della fortezza di Kaunas

I confini occidentali della Russia avevano bisogno di rifornimenti e supporto, soprattutto dopo che svariate truppe si erano insediate in fortezze già presenti o al tempo realizzate in Lettonia, Estonia, Ucraina e Bielorussia. L'ipotesi di costruire una struttura difensiva in Lituania fu discussa senza portare ad alcuno sbocco nel 1796, ma non poté essere ignorata a seguito dell'invasione francese della Russia nel 1812 guidata da Napoleone. La Grande Armée riuscì ad attraversare il Nemunas vicino a Kaunas nel suo viaggio verso Mosca senza grosse difficoltà. Il processo di unificazione della Germania veniva guardato con vivido interesse e senso di preoccupazione dall'impero nella seconda metà del secolo. Una fortezza a Kaunas avrebbe rappresentato di certo un ostacolo per chi avesse attaccato da ovest, poiché non ci sarebbe stata la possibilità di raggiungere celermente Riga e Vilnius senza prima espugnare la città lituana. Sulla base di queste considerazioni e in virtù della posizione dell'insediamento a ridosso di due corsi d'acqua, i funzionari russi si convinsero a costruirvi una roccaforte militare. Dopo diversi rinvii, il 7 luglio 1879 lo zar Alessandro II emanò un editto che ne ordinava la costruzione.

### Costruzione
| Costruzione della Fortezza di Kaunas | Batterie | Batterie | Batterie | Batterie | Batterie | Batterie | Batterie | Batterie | Batterie | Forti | Forti | Forti | Forti | Forti | Forti | Forti | Forti | Forti |
| ------------------------------------ | -------- | -------- | -------- | -------- | -------- | -------- | -------- | -------- | -------- | ----- | ----- | ----- | ----- | ----- | ----- | ----- | ----- | ----- |
| Costruzione della Fortezza di Kaunas | I        | II       | III      | IV       | V        | VI       | VII      | VIII     | IX       | I     | II    | III   | IV    | V     | VI    | VII   | VIII  | IX    |
| Inizio della costruzione             | 1882     | 1883     | 1883     | 1884     | 1884     | 1883     | 1884     | 1883     | 1883     | 1883  | 1883  | 1883  | 1883  | 1883  | 1883  | 1884  | 1890  | 1903  |
| Fine della costruzione               | 1889     | 1888     | 1888     | 1888     | 1888     | 1888     | 1888     | 1888     | 1888     | 1889  | 1888  | 1889  | 1888  | 1889  | 1889  | 1889  | ~1907 | 1911  |

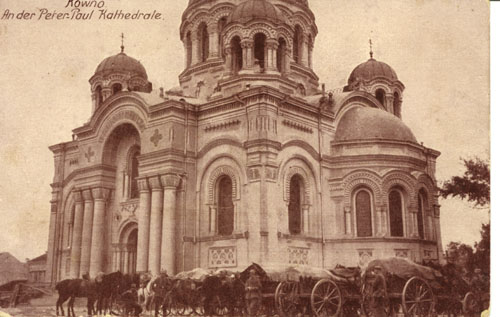
La chiesa della Guarnigione, costruita per il presidio della fortezza

Il progetto originale fu supervisionato dai generali Nikolaj Obručev, Konstantin Zverev e Ivan Volberg. Come previsto sin da subito, la fortezza avrebbe dovuto estendersi su un enorme spazio, costituito da sette forti e nove batterie difensive disposte in cerchi concentrici. Fu prevista la realizzazione di edifici e infrastrutture quali caserme, nuove strade e un deposito di munizioni. La costruzione iniziò nel 1882 e circa 4.000 lavoratori cooperarono per il progetto. Le strutture principali si concentravano nei quartieri di Freda, Panemunė, Aleksotas e in quello di più recente costruzione della città. Il ruolo che si intendeva attribuire alla fortezza andavano anche oltre l'ambito militare, tanto che si pensava di istituire un consiglio militare che amministrasse in maniera autonoma sia la città sia il presidio; un suo comandante riferì a tal proposito: «Non esiste la città di Kaunas, c'è solo la fortezza di Kaunas».
I primi forti vennero costruiti usando mattoni rinforzati con spessi bastioni di terra, i quali furono incorporati nel rilievo circostante per risultate più difficili da superare. Essi erano simmetrici, solitamente pentagonali, con postazioni usufruibili per la fanteria e l'artiglieria. Le fortezze furono costruite secondo gli schemi di progettazione delle fortezze imperiali russe tipici dell'epoca. Questo giustifica la forma decisamente simile dei primi sette forti, distinguibili soltanto per la disposizione dei loro interni, per la necessità di adattarli ai rilievi su cui sorgevano e per alcuni dettagli minori. Inoltre, i successivi rinnovamenti non modificarono di molto l'assetto originario. Le batterie trovarono spazio tra i forti adiacenti e ospitavano vari tipi di artiglieria, oltre a essere disposte lungo le linee esterne della fortezza e di solito posizionate sulle colline. La prima fase della costruzione si concluse nel 1887, anno in cui la struttura fu classificata come fortezza di prima classe, cioè dall'importanza strategica primaria. Otto Klem venne nominato come suo primo comandante. Al contempo, furono statuite delle disposizioni che gestissero l'impatto della fortezza sulla città e sulle aree circostanti; l'altezza degli edifici civili della fortezza subì delle limitazioni.

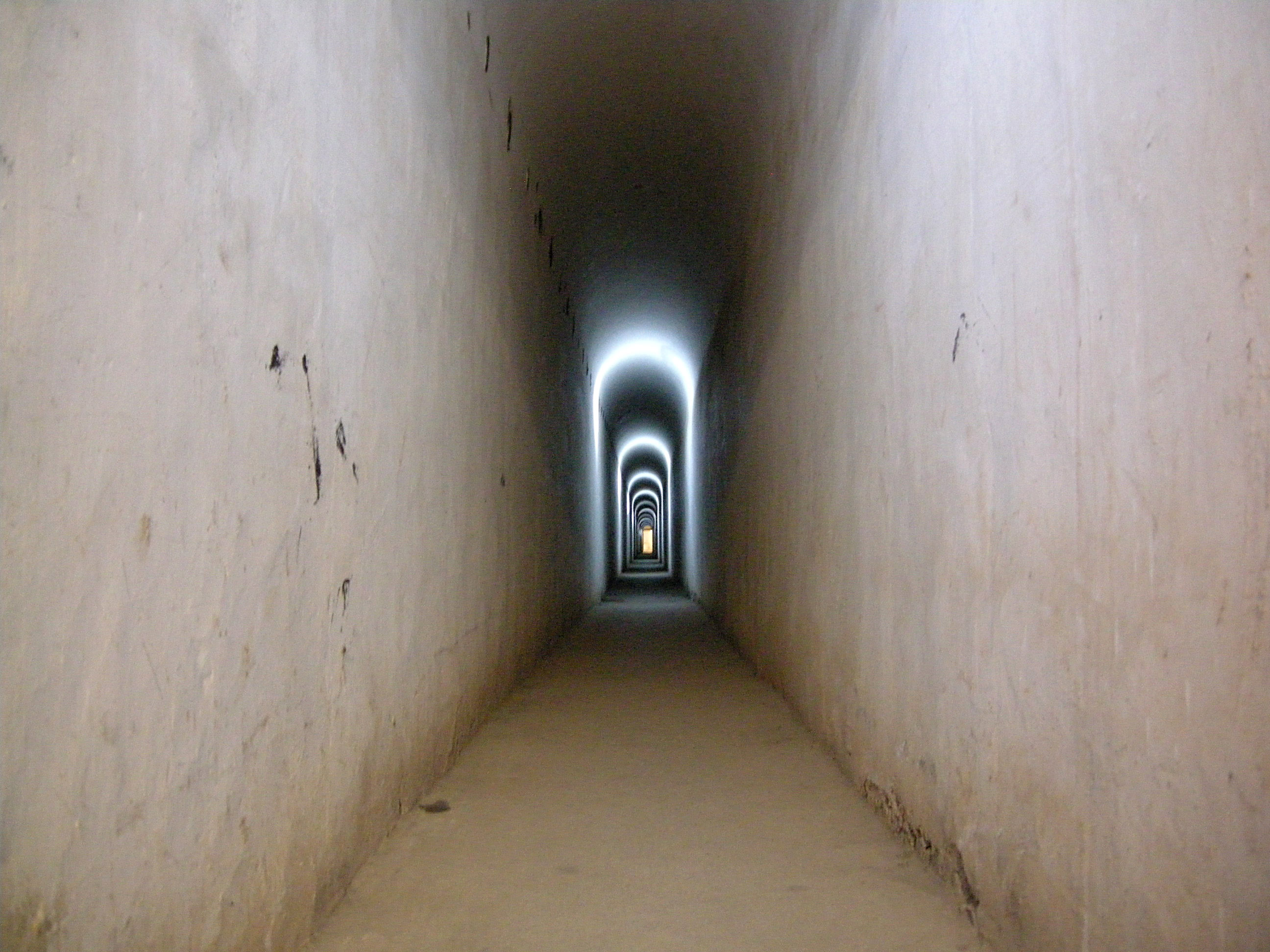
Uno dei tunnel più lunghi del Nono Forte

Nel 1890 cominciarono i lavori sull'Ottavo forte, noto anche come Linkuva; furono introdotte nuove tecniche di costruzione, in particolare il cemento armato. Il nuovo forte divenne la più moderna trincea, dotata di elettricità, fognature e casematte, con una capienza prevista di 1.000 persone. Allo stesso tempo, si posero enormi fondamenta e ulteriori strutture difensive, le quali circoscrissero il centro città tra i fiumi Nemunas e Neris. Nel 1890 erano stati completati sette forti, avevano visto la luce delle strade di servizio ed era stato ultimato un ponte ferroviario sul Nemunas idoneo al trasporto militare. Le spese per la fortezza ammontavano fino a quell'anno a oltre nove milioni di rubli. I primi mattoni per la chiesa che si pensò di realizzare nel presidio furono posati nel 1891 e i lavori per l'edificio religioso venne completato nel 1893. L'anno seguente iniziò la costruzione di una ferrovia a scartamento ridotto che potesse rafforzare i collegamenti con Kaunas.
Il Nono forte, a cui si iniziò a provvedere per la costruzione nel 1903, presentava caratteristiche inedite nella storia dell'architettura bellica russa e costò 850.000 rubli. La struttura era trapezoidale, comprendeva un bastione di fanteria e vantava di due torri di guardia corazzate, elettricità e ventilazione. Le pareti delle sue casematte erano coperte di sughero per ridurre il rumore del fuoco.

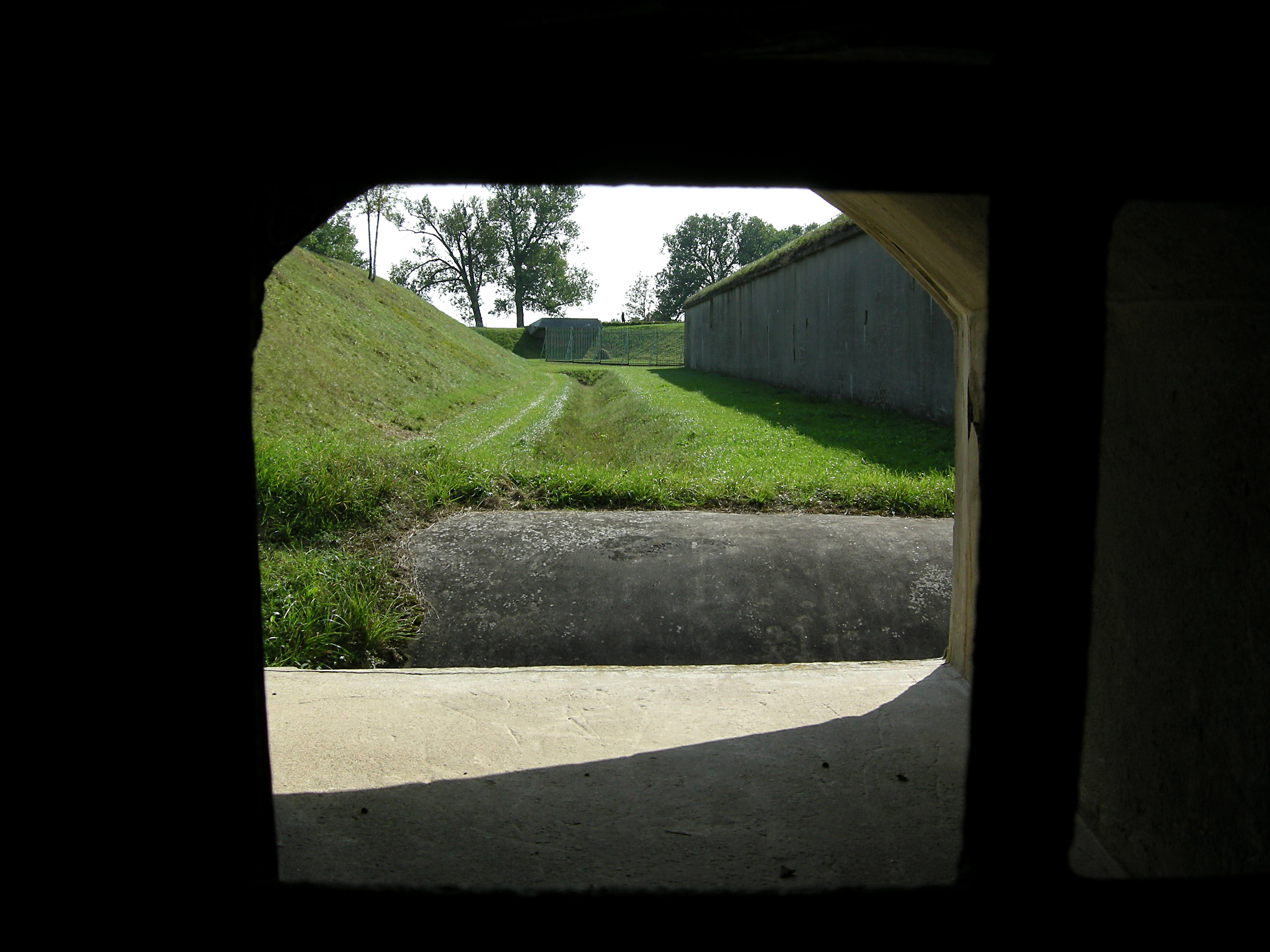
Postazione da tiro per cannoni

Il complesso di fortezze e strutture difensive appariva suddiviso in quattro settori. Il primo seguiva la riva sinistra dei Nemunas fino alla confluenza con il fiume Jiesia e includeva i primi tre forti. Il secondo settore si estendeva dal monastero di Jiesia al monastero di Pažaislis e comprendeva due forti. Il terzo procedeva dalla riva destra a quella sinistra del Nemunas e accorpava due forti. Il quarto e ultimo settore sorgeva dalla sponda destra del Neris alla sponda sinistra dei Nemunas, inglobando due forti tra cui quello più recente, ovvero il Nono forte.
Con lo sviluppo di nuove tecnologie edilizie e belliche, la fortezza sperimentò ripetuti rinnovamenti affinché non risultasse obsoleta. Nel 1912 si decise di avviare un ennesimo piano di espansione e ricostruzione della fortezza, con il quale si prevedeva di aggiungere dodici nuovi forti accompagnati da batterie, edifici di supporto e strutture difensive. Si prevedeva che il completamento dei lavori sarebbe avvenuto nel 1917. Le strutture meno recenti dovevano essere completamente circondate dalla nuova costruzione, la quale doveva essere fornita delle più recenti apparecchiature militari. Durante la realizzazione dei nuovi edifici, si costruirono nuove trincee difensive e i vecchi forti furono rinforzati con cemento. Tuttavia, quando iniziarono gli scontri sul fronte orientale durante la prima guerra mondiale, i lavori sulla fortezza subirono un'interruzione. Nel 1915 solo un forte, il Nono, si conformò ai nuovi criteri tecnologici, mentre il Decimo forte fu eretto solo parzialmente. Il complesso si estendeva al tempo per circa 65 km² e conteneva una ferrovia interna lunga 30 km, una centrale elettrica, un sistema di approvvigionamento idrico, un mulino, una panetteria, una distilleria di birra, una banca alimentare e un telegrafo. Nonostante le neonate costruzioni della fortezza e gli ammodernamenti necessari non fossero stati completati, il complesso rappresentò lo stesso una sfida per i suoi aggressori.

### Prima guerra mondiale

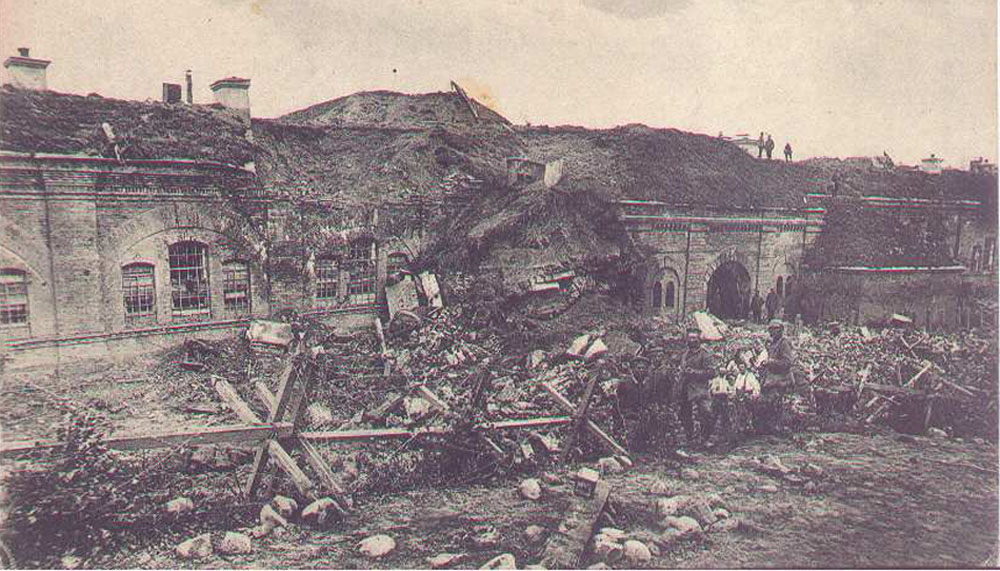
Il Secondo forte dopo il bombardamento tedesco

Nel 1915, la Germania e gli Imperi Centrali iniziarono un'offensiva contro la Russia e avanzarono verso la Lituania e Kaunas. L'esercito tedesco raggiunse la fortezza di Kaunas nel luglio del 1915. In quel momento, circa 90.000 soldati, comandati da Vladimir Grigoriev presidiavano la fortezza. Per attaccare il complesso, i teutonici schierarono sul campo quattro divisioni poste sotto il comando di Karl Litzmann. Allo scopo di fornire supporto all'assalto, gli attaccanti costruirono una ferrovia per trasportare l'obice 42 cm Gamma Mörser. La granata dell'obice pesava circa 1 tonnellata e poteva colpire bersagli distanti 14 km. Nei diversi giorni nell'assedio furono schierati altri cannoni di vario calibro.

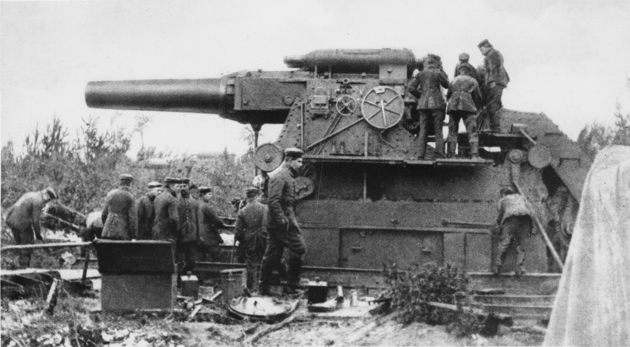
L'cannone tedesco Gamma-Gerät. L'artiglieria tedesca svolse un ruolo chiave nell'offensiva

I tedeschi concentrarono il proprio fuoco contro il Primo, il Secondo e il Terzo forte, ovvero le strutture più antiche del complesso. Poiché non riuscivano a circondare l'intera fortezza, la difesa russa risultò meglio predisposta a raggrupparsi e rifornirsi. L'8 agosto, i bombardamenti contro i russi si intensificarono, ma la guarnigione della fortezza resistette a diversi tentativi di violare il perimetro difensivo. Alcuni giorni dopo, i colpi diretti alla fortezza raggiunsero l'apice e le perdite subite dalle guarnigioni poste a presidio della struttura sono stimate tra il 50% e il 75%. Il 14 agosto furono uccise oltre 1.000 truppe tra i difensori, ma ancora una volta i tedeschi non furono in grado di sopprimere del tutto gli occupanti. Il giorno successivo, le granate del Gamma-Gerät distrussero il Primo forte e ciò permise ai tedeschi di concentrare le proprie attenzioni sul secondo. La lotta si spostò dunque all'interno dei confini del grande complesso bellico. Al prezzo di molte vittime, i soldati del Terzo forte ritardarono l'avanzata nemica, ma furono costretti a evacuare e ritirarsi più tardi lo stesso giorno. Il giorno successivo il Quarto forte fu abbandonato e il Quinto venne espugnato poco più tardi. Poiché ormai appariva inevitabile lo scenario della sconfitta, Grigoriev se ne andò il 17 accompagnato da un prete e senza alcun altro membro dello stato maggiore verso Vilna. La sua fuga fu così ben architettata che neppure i suoi sottoposti seppero per svariate ore se fosse ancora nella struttura o meno. Quando i teutonici attraversarono il fiume Nemunas riuscirono ad insediarsi nella sesta e nella settima costruzione e, a distanza di ore, nei restanti due forti. A seguito di undici giorni di combattimenti, la fortezza poteva dirsi conquistata.

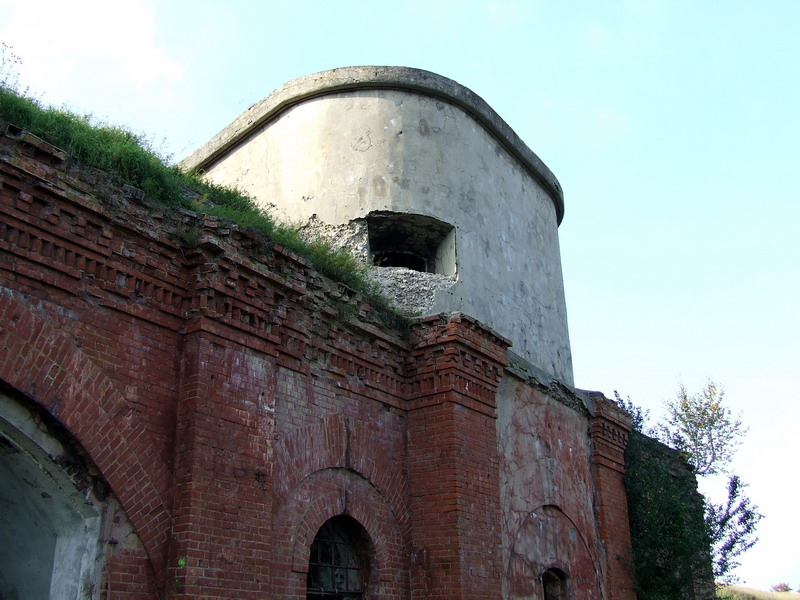
Rovine del primo forte

Le vittime russe risultarono 20.000 vittime e circa 1.300 armi conservate nei vari arsenali passarono in mano ai tedeschi. Grigoriev fu arrestato dalle autorità russe, processato e condannato a quindici anni di carcere per non aver adempiuto correttamente ai suoi doveri. Inoltre, subì la revoca di tutti i suoi premi, titoli militari e onorificenze. I tedeschi sfruttarono i materiali fatti propri dalla fortezza altrove durante la loro guerra contro la Russia.
Gli studiosi hanno ricostruito i fattori che contribuirono alla caduta relativamente rapida della fortezza. Innanzitutto, bisogna considerare il mancato ammodernamento totale della struttura, seguito dalla presenza di difensori inesperti e dal continuo cambiamento dei soldati posti a presidio del complesso, evento che di certo non favorì una maggiore familiarizzazione con l'area circostante e con i meccanismi della fortezza. Sebbene il punto di forza fosse chiaramente rappresentato dal nucleo di edifici, i soldati furono invece inviati a combattere in campo aperto. Quando il combattimento si spostò fuori dalla fortezza, le linee di comunicazione furono interrotte dal bombardamento tedesco e la difesa della fortezza non apparì in grado di ripristinare la comunicazione completa con il centro di comando o con altri forti alleati. L'assenza di supporto esterno rappresentò un altro fattore cruciale che determinò la sconfitta.

### Periodo interbellico

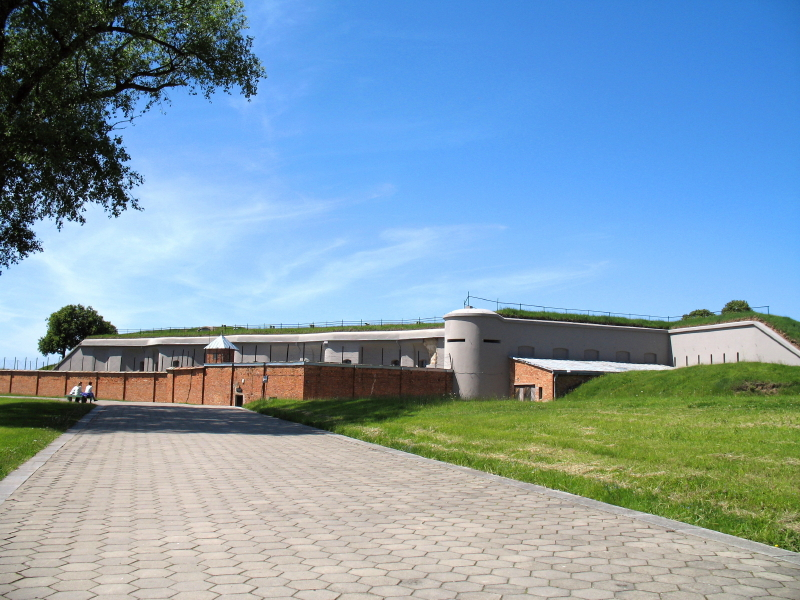
Il Nono forte ricostruito

La Lituania divenne uno Stato sovrano il 16 febbraio 1918 dopo la proclamazione dell'Atto d'indipendenza e la vecchia fortezza passò sotto la supervisione del personale tecnico. I materiali che non erano stati presi dai teutonici furono usati per soddisfare le esigenze militari lituane e per la costruzione del treno corazzato Gediminas, il cui nome si ispirava al granduca di Lituania Gediminas del XIV secolo. Nel 1920, fu formato il consiglio della fortezza di Kaunas con il compito di amministrare la struttura. Vista la repentina scoperta e/o sviluppo di nuove tecnologie militari, la ricostruzione fu vista come una spesa insostenibile e inappropriata; per tali ragioni, il governo lituano decise di non usarla più per scopi bellici. L'armamento della fortezza venne smantellato e le trincee riempite con rottami di ferro.
Diverse sezioni della fortezza furono assegnate a varie istituzioni civili, mentre l'esercito si appropriò della caserma dalla vecchia 28ª divisione. La sesta e la nona parte del complesso funsero da prigioni, mentre all'Archivio Centrale fu riservata una sede nel Settimo forte. La stazione radio ufficiale della Repubblica trasmetteva proprio dal sito di Kaunas, mentre una camera a gas fu installata nel deposito di polvere da sparo del Primo forte e usata per eseguire prigionieri condannati. Alcune stanze furono infine adoperate come alloggi per i poveri. Mentre la città di Kaunas si espandeva a ridosso del complesso, le strade che ne facevano parte divennero accessibili anche al pubblico. La posizione della fortezza influenzò la direzione dell'espansione del centro abitato.

### Seconda guerra mondiale

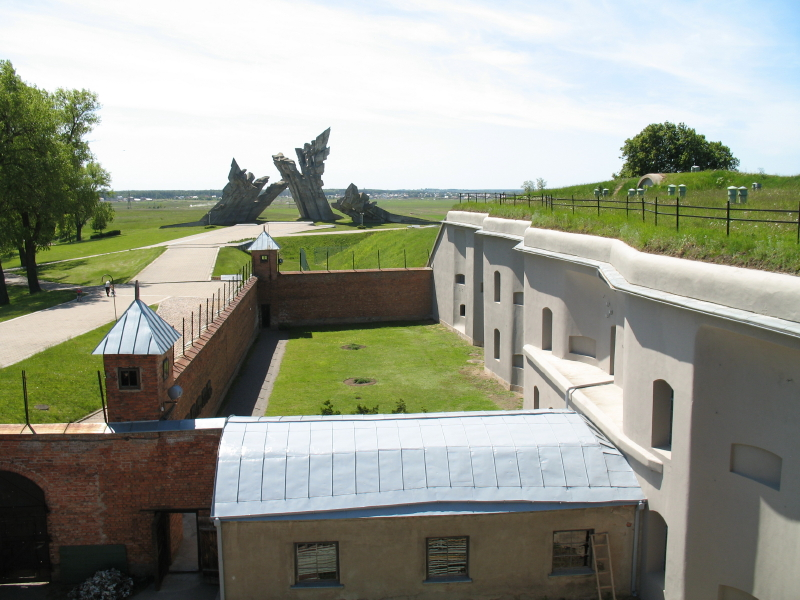
Un memoriale per le vittime alto 32 metri

Le modifiche apportate ai protocolli segreti del patto Molotov-Ribbentrop del 1939 assegnarono la Lituania alla sfera di influenza sovietica, occupata dall'URSS nel giugno 1940. La fortezza divenne a quel punto un luogo dove condurre interrogatori e detenere prigionieri politici. Il patto venne meno quando ebbe inizio l'operazione Barbarossa il 22 giugno 1941, con le forze tedesche che raggiunsero Kaunas già due giorni dopo. Il Sesto forte fu trasformato in campo di prigionia per i soldati dell'Armata Rossa. La popolazione ebraica di Kaunas era compresa tra 35.000 e 40.000 e in pochi sarebbero sopravvissuti all'Olocausto in Lituania. I nazisti, aiutati da collaboratori lituani, iniziarono presto a massacrare la minoranza appena indicata. Il 6 luglio, per ordine delle SS, le unità di polizia ausiliarie lituane fucilarono quasi 3.000 ebrei nel Settimo forte. Il 18 agosto, in quella che divenne nota come "azione degli intellettuali", oltre 1.800 semiti furono uccisi nel Quarto forte. Il 28 ottobre ebbe luogo la cosiddetta "Grande Azione", con i residenti del ghetto di Kaunas furono convocati e oltre 9.000 uomini, donne e bambini arrivarono al Nono forte prima di essere giustiziati. Durante gli anni seguenti dell'occupazione nazista della Lituania, oltre 5.000 deportati ebrei giunti dall'Europa centrale sarebbero stati giustiziati in questo forte. In circa sessanta fuggirono nel dicembre 1943, essendo stato loro affidato il compito di scavare e bruciare i corpi delle vittime precedenti, come parte della Sonderaktion 1005. Tredici di questi fuggitivi riuscirono a documentare il tentativo di nascondere le prove di quest'operazione segreta.
Quando la Germania iniziò la sua ritirata verso ovest e il fronte di battaglia si avvicinò alla Lituania, la difesa tedesca iniziò ad allestire una strategia difensiva per Kaunas, rendendo di nuovo operativa la fortezza. Il fiume Nemunas fu etichettato come «la linea della catastrofe» e Adolf Hitler chiese di difenderlo ad ogni costo. Il 1º agosto 1944 Kaunas cadde in mano all'Armata Rossa e le strutture restanti della fortezza furono utilizzate per esigenze militari, mentre molte delle strutture originali andarono demolite o riqualificate.
Il numero di morti nella fortezza durante la seconda guerra mondiale varia a seconda delle fonti; il Museo dell'Olocausto degli Stati Uniti fornisce descrizioni dettagliate sulla morte di circa 18.500 vittime dell'Olocausto. Altri autori riferiscono di 30.000 morti, mentre le stime più ampie arrivano fino a 50.000 perché includono anche cittadini polacchi e di altra etnia deportati. Al termine del conflitto, a Kaunas vivevano meno di un centinaio di ebrei.

### Dal dopoguerra a oggi

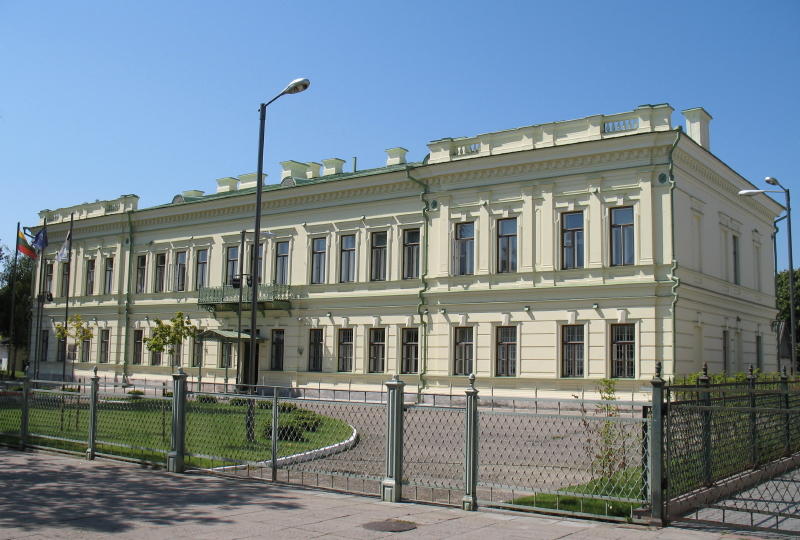
Le stanze del comandante della fortezza. Attualmente ospitano il quartier generale dell'aeronautica lituana

La Lituania rimase una Repubblica socialista sovietica fino al 1990. Nel 1948, la base operativa della 7ª divisione aerea Cherkassy fu stabilita nel quartier generale del comandante della fortezza. Le caserme vennero utilizzate dal 108º reggimento di paracadutisti e il Quinto forte servì il reggimento di difesa aerea. La maggioranza delle costruzioni, tuttavia, funse da deposito o ospitò organizzazioni agricole. Durante l'espansione e lo sviluppo della città del dopoguerra, alcune sezioni affrontarono lo smantellamento; per permettere la realizzazione dell'Università Tecnica di Kaunas, le trincee al suolo di un settore difensivo furono distrutte.
Nel 1958, il Nono forte divenne un museo e, durante il 1959, esso ospitò la prima mostra dedicata alla commemorazione dei crimini lì commessi. Il museo in seguito ampliò il campo storico, dedicandosi alla storia della fortezza sin da quando andò posta la prima pietra. Nel 1984, si decise di erigere un monumento commemorativo per le vittime alto 32 m. Nonostante queste concessioni, i militari sovietici occuparono gran parte della struttura fino a quando la Lituania ristabilì la sua indipendenza. Dopo il ritiro delle forze sovietiche, completato nel 1993, si istituirono delle basi militari lituane in diversi forti.

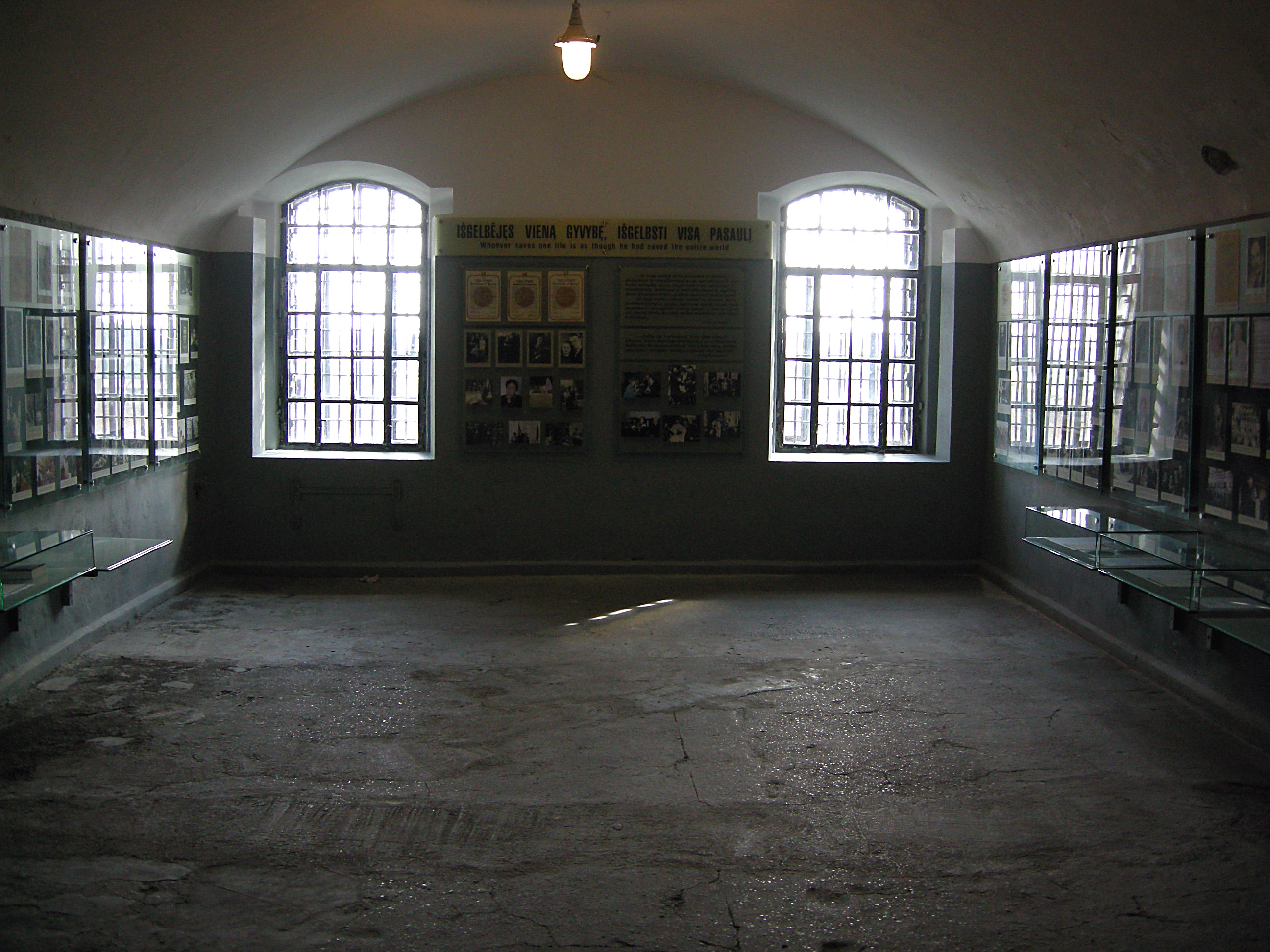
Museo nel Nono forte

All'inizio del 2007, solo il Nono forte era stato parzialmente rinnovato e dedicato all'Olocausto e alle occupazioni della Lituania effettuate dai tedeschi e dai sovietici. Il museo, che conta oltre 65.000 manufatti, è patrocinato dal Ministero della Cultura lituano. Dall'inizio degli anni 2000, è stato visitato da circa 100.000 turisti all'anno e ha ospitato convegni e conferenze sul periodo dell'Olocausto. Nel 2005 è partito il progetto internazionale "Fortezze della cultura e del turismo del Baltico", patrocinato dall'Unione europea. L'obiettivo del programma riguarda la promozione della cooperazione scientifica transnazionale nella protezione dei monumenti, insieme alla creazione di strategie per ricostruire e gestire le fortezze nella Lituania. Nel 2007, il settimo forte è stato venduto a privati e i nuovi proprietari hanno avviato poco dopo dei lavori di restauro. Dal 2009 ha aperto come museo bellico e sulla storia delle fortificazioni ed è l'unico forte in mattoni di Kaunas agibile. Negli anni 2000, i proprietari del complesso hanno cominciato ad essere diversi, se si tiene conto del Ministero della Cultura, del Ministero della Difesa, del Fondo per le proprietà di Stato e del Comune di Kaunas. Il sito contiene ancora ordigni inesplosi, sebbene un progetto del 1995 abbia rimosso circa 1,9 tonnellate di esplosivi. Altri problemi relativi ai lavori di restauro hanno riguardato i pozzi scoperti, lo scarso drenaggio e la ventilazione, la ruggine, i possibili contaminanti chimici e la crescita eccessiva di infestanti, oltre alla presenza di una colonia di pipistrelli attualmente protetta. Nonostante il danno subito, il complesso della fortezza di Kaunas resta il più completo tra le strutture militari risalenti all'epoca dell'Impero russo.